# Пчелиные вши
Пчелиные вши, или браулиды (лат. Braulidae), — семейство бескрылых насекомых из отряда двукрылых. Всесветно развезены человеком с медоносной пчелой.

## Описание
Мелкие мухи овальной формы с сильносклеротизированным телом длиной около 1—2 мм. Жужжальца, крылья и щиток отсутствуют. Являются комменсалами или паразитами медоносных пчёл. Вызывают сокращение яйцекладки, истощение пчёл (браулёз):178—180.

## Классификация
Семейство включает 2 рода и от 5 до 8 видов.
- Braula Nitzsch, 1818
- Megabraula Grimaldi & Underwood, 1986